# بخش مالدون
بخش مالدون یک منطقه غیر کلانشهری در اسکس در انگلستان است. مرکز این بخش شهرک مالدون می‌باشد.